# نهر أرنو
نهر أرنو (Arno) هو نهر في إقليم توسكانا في إيطاليا. يُعَدّ نهر أرنو ثاني أهم نهر في وسط إيطاليا بعد نهر التيبر. يقع منبع نهر أرنو في جبل فالترونا، وهو جبل من سلسلة جبال الأبينيني.